# Jensia
Jensia là một chi thực vật có hoa trong họ Cúc (Asteraceae).

## Loài
Chi Jensia gồm các loài: